# Distretto di Qarasu
Il distretto di Qarasu (in kazako: Қарасу ауданы) è un distretto (audan) del Kazakistan con  capoluogo Qarasu.